# Weerawut Kayem
Weerawut Kayem (thailändisch วีระวุฒิ กาเหย็ม, * 23. März 1993 in Songkhla), auch als Golf (thailändisch กอล์ฟ) bekannt, ist ein thailändischer Fußballspieler.

## Karriere

### Verein
Weerawut Kayem erlernte das Fußballspielen in der JMG Academy sowie der Jugendmannschaft des Erstligisten Muangthong United. Hier unterschrieb er 2010 auch seinen ersten Profivertrag. Die meiste Zeit wurde er an andere thailändische Vereine der Ersten und Zweiten Liga ausgeliehen. 2015 bis 2016 wurde er an den Zweitligisten PTT Rayong FC aus Rayong ausgeliehen. Für Rayong stand er 32 Mal auf dem Spielfeld. 2017 wurde er an den Ligakonkurrenten BEC Tero Sasana FC, einem Verein, der in Bangkok beheimatet ist, ausgeliehen. Die Hinserie 2018 spielte er für den Zweitligaaufsteiger Udon Thani FC. Die Rückrunde 2019 spielte er ebenfalls auf Leihbasis für den Erstligisten PT Prachuap FC. Am 28. September 2019 stand er mit dem Verein im Endspiel des Thai League Cup. Hier besiegte man den Erstligisten Buriram United im Elfmeterschießen. Für den Verein aus Prachuap stand er elfmal in der ersten Liga auf dem Spielfeld. Nach der Ausleihe wurde er von Prachuap fest unter Vertrag genommen. Nach der Hinrunde 2021/22 wechselte er im Dezember 2021 zum Ligakonkurrenten Suphanburi FC. Am Ende der Saison 2021/22 belegte er mit dem Verein aus Suphanburi den 16. Tabellenplatz und musste somit in die zweite Liga absteigen. Nach dem Abstieg wurde sein Vertrag in Suphanburi nicht verlängert. Am 12. Juli 2022 verpflichtete ihn der Zweitligaaufsteiger Nakhon Si United FC. Nach einer Saison, in der er für den Verein aus Nakhon Si Thammarat 22 Ligaspiele bestritt, wechselte er zu Beginn der Saison 2023/24 zum Ligakonkurrenten Krabi FC. Am Ende der Saison 2023/24 belegte er mit dem Klub aus Krabi den letzten Tabellenplatz und musste somit in die dritte Liga absteigen. Nach dem Abstieg wurde sein Vertrag nicht verlängert. Ende Juni 2024 verpflichtete ihn der Zweitligist Pattaya United FC. Im Juli 2025 schloss er sich in Chanthaburi dem Zweitligisten Chanthaburi FC an.

### Nationalmannschaft
2011 spielte Weerawut Kayem sechsmal in der thailändischen U-19-Nationalmannschaft. Dreimal trug er das Trikot der U-23-Nationalmannschaft. Seit 2013 spielt er in der  thailändischen Nationalmannschaft.

## Erfolge
Muangthong United
Thailändischer Meister: 2012
- Thailändischer Pokalfinalist: 2010

PT Prachuap FC
Thailändischer Ligapokalsieger: 2019